# Arpaillargues-et-Aureillac
Arpaillargues-et-Aureillac este o comună în departamentul Gard din sudul Franței. În 2009 avea o populație de 1.011 de locuitori.

## Evoluția populației
| An        | 1975 | 1982 | 1990 | 1999 | 2006 | 2009  |
| --------- | ---- | ---- | ---- | ---- | ---- | ----- |
| Populație | 309  | 459  | 667  | 785  | 955  | 1.011 |